# Tragulichthys
Tragulichthys is een monotypisch geslacht van straalvinnige vissen uit de familie van egelvissen (Diodontidae).

## Soort
- Tragulichthys jaculiferus (Cuvier, 1818)